# Cum principia negante non est disputandum
Cum principia negante non est disputandum е латинска сентенция и крайъгълен камък във философията, реториката и правото.  Сентенцията също е възпроизведена в близкия по семантика латински израз: Contra principia negantem disputāri non potest, т.е. С човек отричащ/неприемащ принципите, спора е невъзможен. 
В буквален превод на български значи: С отричащите/неприемащите принципите е невъзможно да се спори. 